# Alfred E. Green

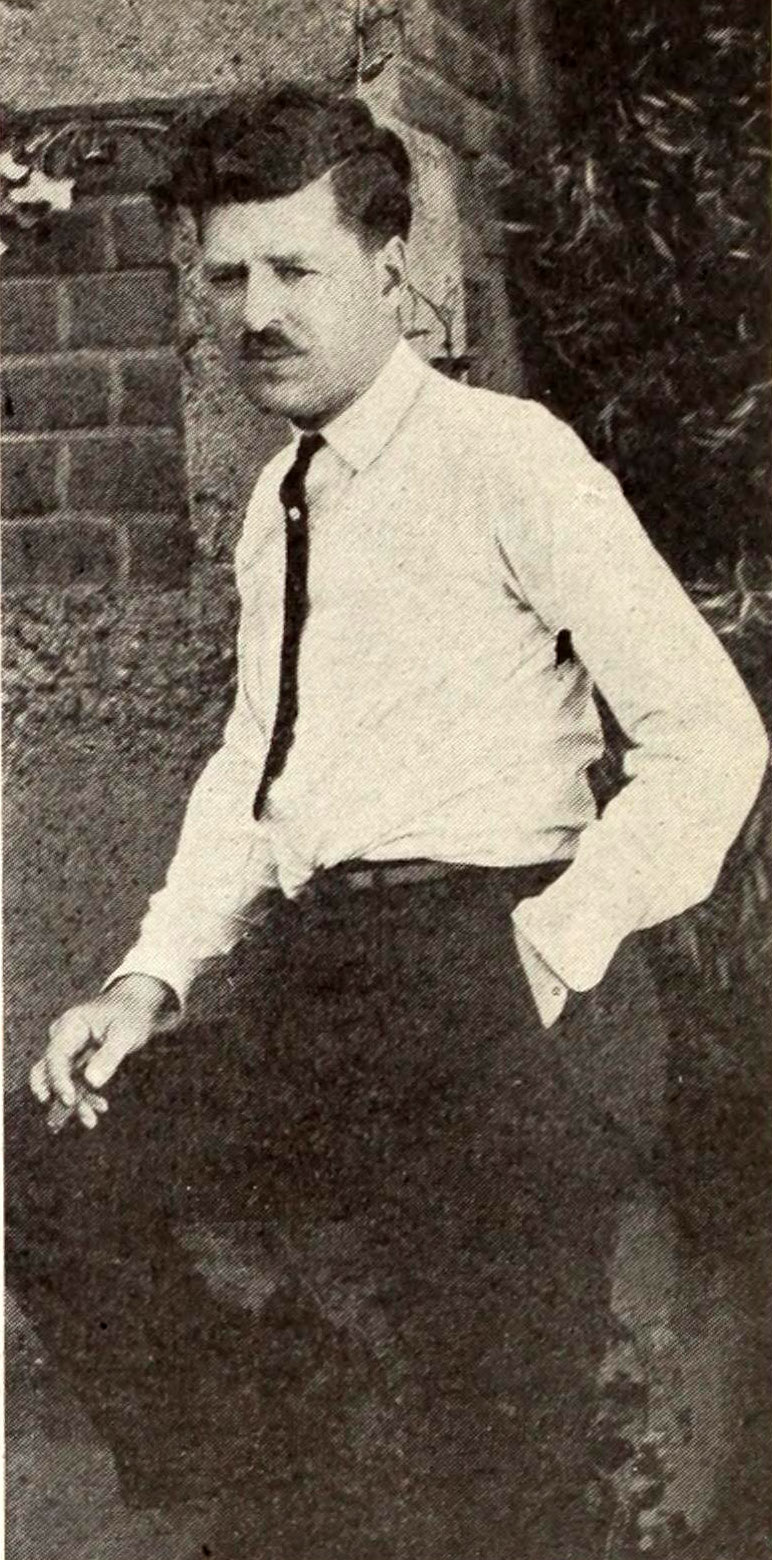
Alfred E. Green (1921)

Alfred E. Green (manchmal auch Alfred E. Greene, Alfred Green oder Al Green; * 11. Juli 1889 in Perris, Kalifornien; † 4. September 1960 in
Hollywood) war ein US-amerikanischer Filmregisseur und Stummfilmschauspieler.

## Leben
Alfred E. Green begann seine Karriere im Filmgeschäft 1912 als Schauspieler bei der Selig Polyscope Company. Einige Zeit später wurde er Assistent von Regisseur Colin Campell, um bald auch selber Regie bei Kurzfilmen zu führen. Seinen Durchbruch hatte er dank einiger Filme mit Mary Pickford während ihrer Zeit bei First National, unter anderem als Co-Regisseur bei Little Lord Fountleroy von 1921. Green blieb für die nächsten Jahre bei der Gesellschaft und arbeitete mit Stars wie Colleen Moore, mit der er einige ihrer größten Erfolge drehte, sowie Thomas Meighan und Wallace Reid. Seine Karriere verlief sich gegen Ende der Stummfilmzeit etwas, doch mit der Fusion von First National mit Warner Brothers erlebte er einen neuen Aufschwung. Dafür war vor allem seine Freundschaft mit George Arliss verantwortlich, den er durch fast alle seine Tonfilme führte. Gleich ihr erster Film Disraeli gewann für Arliss den Oscar als bester Hauptdarsteller. In der Folgezeit arbeitete er mit einigen der Topstars des Studios wie Edward G. Robinson (Silberdollar, I Loved a Woman), John Barrymore (The Man from Blankley’s), Barbara Stanwyck (Baby Face, einer der bekanntesten Filme des Pre-Code, und A Lost Lady nach Willa Cathers gleichnamiger Novelle) sowie Ruth Chatterton, für deren Debüt bei Warners in The Rich Are Always With Us er 1932 verantwortlich war und sehr gute Kritiken bekam.
Auf dem Höhepunkt seines Ruhms wurde Alfred E. Green als greatest director of 1929–1930 in der alljährlichen Wahl der Zeitschrift Film Daily der zehn besten Regisseure gewählt. Die nächsten vier Plätze belegten King Vidor, Clarence Brown, Lionel Barrymore und Ernst Lubitsch. Die meisten Filme von Green waren eher Routineproduktionen, besonders während der 1930er-Jahre, doch gelegentlich schaffte er es, Kommerz und Kunst zu vereinen. 1935 gewann Bette Davis ihren ersten Oscar als Berste Hauptdarstellerin für den Auftritt in Greens Drama Dangerous. Allerdings war Green auch für einen ihrer schlechtesten Filme überhaupt verantwortlich: The Golden Arrow aus dem Folgejahr, der neben anderen schlechten Drehbüchern mit zu dem berühmten Prozess beitrug, den die Schauspielerin in dem Jahr gegen Warner Brothers in England anstrengte und verlor. Kay Francis drehte unter der Regie von Green mit The Goose and the Gander eine ihrer wenigen Komödien. Green drehte seit Mitte der Dekade fast ausschließlich B-Filme, doch 1946 hatte er für Columbia Pictures mit dem Streifen Der Jazzsänger einen Überraschungserfolg, der fast acht Millionen US-Dollar an den Kinokassen einspielte und aus Larry Parks einen Star machte. Der Erfolg ließ sich nicht wiederholen und Green inszenierte seit Mitte der 1950er-Jahre ausschließlich für das Fernsehen. Er war ab 1955 für insgesamt 46 Folgen der Serie The Millionaire verantwortlich, in der Paul Frees in der Rolle eines großzügigen Millionärs in jeder Episode eine Million Dollar verschenkte. 1958 zog er sich von der Regiearbeit zurück.

## Privatleben
Alfred Green war mit der Stummfilmschauspielerin Vivian Reed verheiratet, sie hatten drei Kinder. Der Sohn Hilton A. Green (1929–2013) war als Filmproduzent und Regieassistent tätig.
Er hat einen Stern auf dem Hollywood Walk of Fame. Alfred E. Green starb am 4. September 1960 in Hollywood.

## Filmografie (Auswahl)
- 1919: The Unpardonable Sin
- 1921: Der kleine Lord (Little Lord Fauntleroy)
- 1924: Inez from Hollywood
- 1925: Sally
- 1925: Er soll dein Herr sein... (The Talker)
- 1925: The Man Who Found Himself
- 1926: The Girl from Montmartre
- 1926: Irene
- 1926: Wie Ellen zum Film kam (Ella Cinders)
- 1926: It Must Be Love
- 1929: Making the Grade
- 1929: Disraeli
- 1930: The Green Goddess
- 1930: The Man from Blankley’s
- 1930: Sweet Kitty Bellairs
- 1930: Old English
- 1931: Men of the Sky
- 1931: Leichtes Geld (Smart Money)
- 1931: The Road to Singapore
- 1932: Gentleman für einen Tag (Union Depot)
- 1932: The Rich Are Always with Us
- 1932: The Dark Horse
- 1932: Silberdollar (Silver Dollar)
- 1933: The Road Is Open Again
- 1933: Parachute Jumper
- 1933: Baby Face
- 1933: I Loved a Woman
- 1934: Dark Hazard
- 1934: 1929 – Manhattan N.Y. (Gentlemen Are Born)
- 1934: Housewife
- 1934: Side Streets
- 1934: A Lost Lady
- 1935: Sweet Music
- 1935: The Girl from 10th Avenue
- 1935: The Goose and the Gander
- 1935: Dangerous
- 1936: The Golden Arrow
- 1937: Mr. Dodd Takes the Air
- 1939: The Gracie Allen Murder Case
- 1940: Das Ultimatum für Bohrturm L 9 (Flowing Gold)
- 1940: Die Perlenräuber von Pago-Pago (South of Pago Pago)
- 1940: Zum Bösen verdammt (East of the River)
- 1942: The Mayor of 44th Street
- 1945: 1001 Nacht (A Thousand and One Nights)
- 1946: Der Jazzsänger (The Jolson Story)
- 1947: Die legendären Dorseys (The Fabulous Dorseys)
- 1947: Copacabana
- 1948: Flucht nach Nevada (Four Faces West)
- 1948: The Girl from Manhattan
- 1950: Sierra
- 1952: Invasion gegen USA (Invasion USA)
- 1953: The Eddie Cantor Story
- 1954: Top Banana